# صرد وقواقي مدغشقري
الصرد الوقواقي المدغشقري (الاسم العلمي Ceblepyris cinereus)، طائر من جنس العصال ويتبع فصيلة الصرود الوقواقية، المعروف أيضا باسم الصرد الوقواقي الرمادي. يعتبر (Ceblepyris cucullatus) في جزر القمر في بعض الأحيان نوعًا متميزًا. يوجد في مدغشقر، ومايوت. موائله الطبيعية الأراضي الرطبة الشبة استوائية أو المدارية والغابات الجافة.